# Dean Starkey
Dean Starkey (Park Ridge (Illinois), Estados Unidos, 27 de marzo de 1967) es un atleta estadounidense, especializado en la prueba de salto con pértiga en la que llegó a ser medallista de bronce mundial en 1997.

## Carrera deportiva
En el Mundial de Atenas 1997 ganó la medalla de bronce en el salto con pértiga, con un salto de 5.91 metros, quedando en el podio tras el bielorruso Serguéi Bubka (oro con 6.01 m que fue récord de los campeonatos) y el ruso Maksim Tarasov (plata con 5.96 m).